# Ilie Antonescu
Ilie Antonescu (n. 19 februarie 1894, Turnu Severin, Mehedinți, România – d. 22 noiembrie 1974, București, România) a fost un general român, care a luptat în cel de-al doilea război mondial. 
- 1941 – 7 iulie 1941 - Comandantul Regimentului 6 Cavalerie "Călărași".
- 7 iulie 1941 – 31 octombrie 1941 - Comandantul Grupului 55 Cercetare.
- 1 noiembrie 1941 – 2 februarie 1942 - Comandantul Regimentului 6 Cavalerie "Călărași".
- 2 februarie 1942 – 8 august 1942 - Ofițer de Legătură pe lângă "Grupul Armate Sud".
- 8 august 1942 – 30 octombrie 1942 - Șeful Secțiunii a 4-a pe lângă Statul Major General
- 1 noiembrie 1942 – 16 iulie 1943 - Șeful Statului Major al Corpului 5 Armată.
- 17 iulie 1943 – 1 mai 1944 - Comandant Adjunct al Diviziei 5 Cavalerie.
- 1 mai 1944 – 4 septembrie 1944 - Comandantul Diviziei 5 Cavalerie Instrucție.
- 4 septembrie 1944 – 30 octombrie 1944 - Comandantul Diviziei 5 Cavalerie.
- 1 noiembrie 1944 – 16 decembrie 1944 - Inspector-General Adjunct de Cavalerie.
- 17 decembrie 1944 – 8 septembrie 1945 - Comandantul Diviziei 9 Cavalerie.
- 8 septembrie 1945 – 1 ianuarie 1948 - Trecut în rezervă.
- 1 ianuarie 1948 - Trecut în retragere.

În 1945, Ilie Antonescu a participat la luptele pentru eliberarea Budapestei. După ocuparea părții de est a Ungariei, Comandamentul suprem sovietic a conceput operația „Budapesta”. Diviziile române au rupt apărarea inamicului pe căile de acces spre Budapesta, ajungând la 30 noiembrie 1944 în fața centurii de apărare exterioară a capitalei ungare. Pentru a exploata mai bine avantajele oferite de teren, s-a constituit o „Grupare de manevră”, comandată de generalul Ilie Antonescu, care la 12 ianuarie 1945 a executat o acțiune de învăluire pe la sud-vest, ajungând la marginea de est a cimitirului Kerepes. Prin lupte grele, trupele române au cucerit apoi cazărmile Franz Joseph, cimitirul Kerepes, Hipodromul Mic, Gara de Est etc., ajungând la 15 ianuarie 1945 la mai puțin de 2 km de Dunăre.
A fost decorat la 4 august 1945 cu Ordinul Militar „Mihai Viteazul” cu spade, clasa III, „pentru curajul deosebit și tenacitatea cu care și-a comandat divizia, în luptele dela Pecel, Rakosa, Rikosliget, Budapesta, râul Krupina, Gron, Nitra, Vag, Morava, Koriciany și N. V. Brno, remarcându-se prin acte de concepție operativă, care au contribuit în mod hotărâtor la reușita operațiunilor diviziei sale”.

## Decorații
- Ordinul „Steaua României” în gradul de ofițer (8 iunie 1940)[3]
- Ordinul „Mihai Viteazul” cu spade, cl. a III-a (4 august 1945)[2]
- Ordinul „23 August” clasa a III-a (10 august 1964) „pentru merite deosebite în opera de construire a socialismului, cu prilejul celei de a XX-a aniversări a eliberării patriei”[4]